# Архітектура Грузії

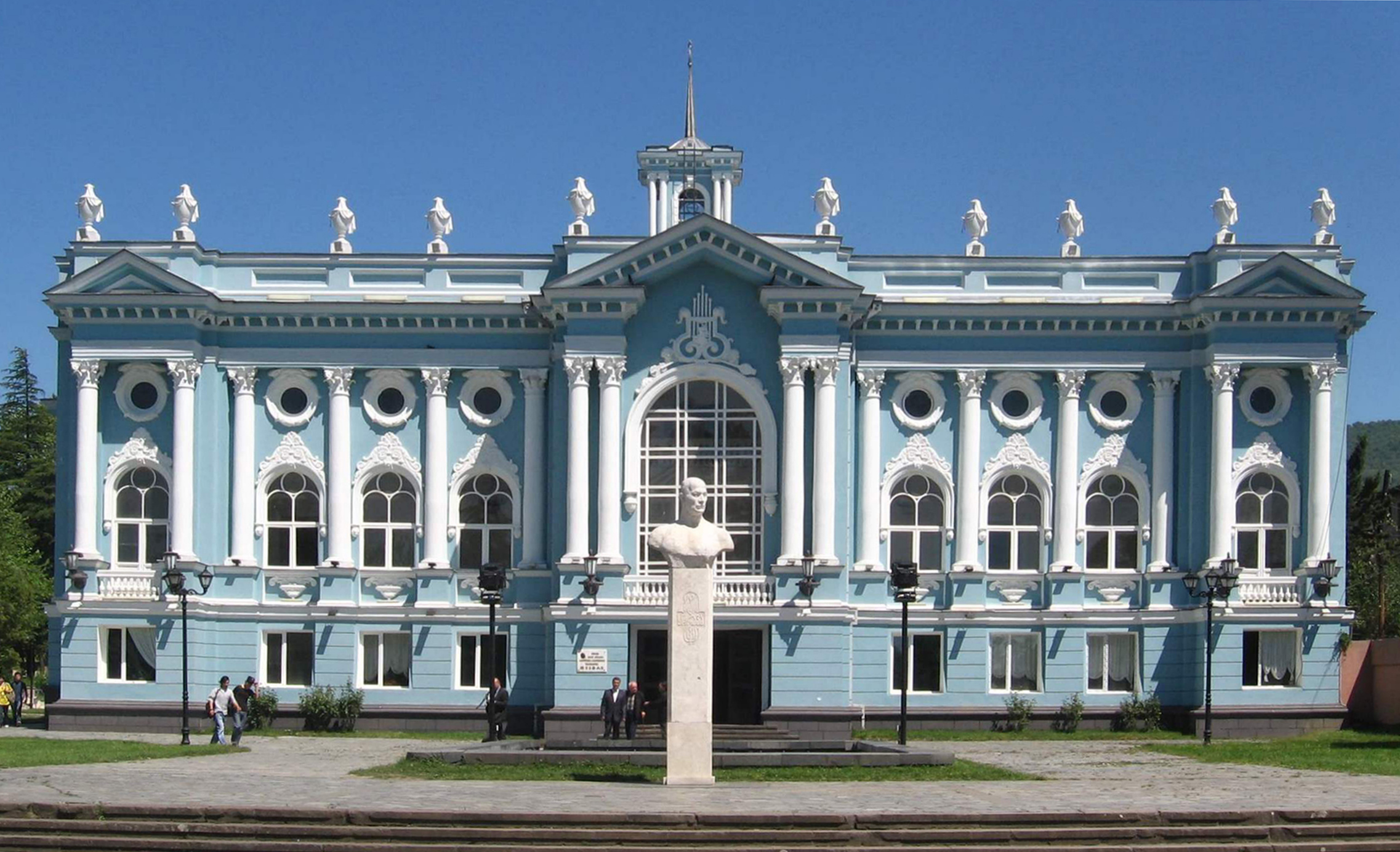
Державний театр імені Акакія Хорава в Сенакі є прикладом стилю неокласицизму з елементами бароко в Грузії. Архітектор Вахтанг Гоголадзе.

Архітектура Грузії — комплекс монументальних пам'яток культури, сформований на території західного Закавказзя з 4 століття по Різдву Христовому. 

## Середовище
Територія Грузії прилягає з півдня до Головного Кавказького хребта, на заході омивається Чорним морем. 
На формування національних традицій грузинської монументальної архітектури визначальною мірою вплинув прадавній центричний тип грузинського народного житла — дарбазі, який має дерев'яне центричне конусоподібне перекриття з отвором (опайоном) над вогнищем у центрі приміщення. Аналогічний національний тип житла відомий і у Вірменії, де він називається «глхатун».
337 р. — прийняття Грузією християнства. З того часу — вирішальні впливи Візантії. Архітектура середньовічної Грузії може розглядатися у контексті візантійської культури.

## Ранньохристиянська доба
Сформувалися основні архітектурно-містобудівні принципи грузинського зодчества, а також розпланувально-просторові типи будівель і споруд.
Найдавніші міста Грузії — перша столиця Мцхета, Тбілісі, який став столицею з VI ст., та Уджарма як друга царська резиденція оточені мурами з вежами, мали виділений акрополь — окремо укріплене верхнє місто з резиденцією правителя. Найкраще збереглися руїни тогочасних фортифікацій Уджарма — на активному рельєфі.
Найдавніші християнські храми Грузії — тринавові базиліки з бічними відкритими галереями для оглашенних (базиліка Сіоні в Болнісі 478–493).
Характерний ранньосередньовічний монастир Зедазені високо в горах з архаїчною тринавовою базилікою IV століття (без галерей, без будь-якого декору). Розвитком цього типу є купольні базиліки, в яких підкупольні підпружні арки спираються на внутрішні хрещаті в плані пілони (церква в Цромі 626–634).
Поява храмів тетраконхового типу. У V і VI на християнському Сході, у межах Східної Римської імперії великого розвитку набуло будівництво мурованих купольних хрещалень — баптистеріїв. Саме тут і виникла вперше класична тетраконхова композиція, яка вже у VI ст. дала такі грандіозні будівлі, як тетраконхи в Босрі 513 і в Апамеї на Оронті середини VI ст. Ці споруди Північної Сирії через століття змогли повторити вірменські зодчі в храмі Звартнотц в Ечміадзині 641–661. За цим зразком на Кавказі зведено ще кілька будівель, зокрема церква середини VII ст. у селі Бана в Грузії.
Ці колосальні ажурні тетраконхи з круговим обходом справили вплив на розвиток архітектури всього Середземномор'я — від Константинополя до Ломбардії. Проте сам тип ажурного висотного (висотою близько 38 м до зеніту купола) тетраконха з круговим обходом виявився архітектурно-конструктивною системою, надто складною в тектонічному плані й статично небезпечною. На думку архітектора-інженера О. Кузнецова, це конструктивне завдання «не було тектонічно розв'язане, і таке розв'язання логічно навряд чи можливе». Тож не випадково більшість таких споруд зникла ще в стародавні часи, переважно — унаслідок землетрусів. Тож храм у Бана тепер у руїнах. Розвитком і трансформацією тетраконхового типу є храмовий тип Джварі.
У цю ж добу сформувався класичний тип хрещатого однокупольного храму — Самцеврісі VII ст.
Один із найстародавніших сакральних комплексів Грузії — монастир Шіомгвіме в горах поблизу Мцхета: доісторичні печери, купольний храм 560-х, церква зального типу XII–XVII ст., трапезна XIV ст.

## Арабська доба і раннє середньовіччя
До доби арабського панування і раннього середньовіччя належать:
- двокупольна базиліка Квелацмінда в Гурджаані VIII–IX ст.;
- тринавовий, з розвиненим трансептом, багатоконховий храм в Ошкі 960 р.;
- хрестовокупольний храм Самтавісі в Картлі 1030 р.;
- храм Баграта в Кітаїсі 1003 р. (зруйнований туркамі і наприкінці XVII ст., зберігся в руїнах).

Для цієї доби загалом характерне домінування храмів хрестовокупольного типу.

## Золоте середньовіччя
XII–XIII дало видатні монастирські комплекси за межами Мцхета: монастир Гелаті з головним храмом 1106; монастир Бетанія кінця XII — початку XIII ст.: хрестовокупольний храм вертикальних витягнутих пропорцій з фресковим зображенням цариці Тамари в інтер'єрі. Цей храм — фундація царя Давида Будівника і цариці Тамари.
Два головні центри розвитку грузинської архітектури — Мцхета та Тбілісі.
Мцхета розташована у місці злиття двох головних річок Грузії — Кури та Арагві. Над містом у долині й над усім ландшафтом домінує на високій горі храм Джварі (у перекладі — хрест), 587–604. Цей храм (восьмигранний купол спирається на 8 опор) типу «вписаного тетраконха» — одна з найвизначніших пам'яток грузинської архітектури.
Біля Мцхета — мурована фортеця Бебріс-Цихе VIII–XVIII ст., що контролювала великий шлях через Кавказький хребет.
Головний храм Грузії — кафедральний собор Светі-Цховелі 1010–1029 рр., збудований зодчим Арсукісдзе. Потерпів у XIV ст., відбудований на початку XV ст. У XIX ст. знищено зовнішні галереї на поздовжніх фасадах, унаслідок чого набув композиційних рис купольної базиліки. Місце поховання грузинських царів. Оточений фортечними мурами з баштами (XVI-XVII ст.).
Неподалік від комплексу Светі-Цховелі міститься більш камерний за масштабом царський храмовий комплекс Самтавро XI ст.: хрестовокупольна церква, двох'ярусна дзвіниця і маленька капличка, мініатюрність якої підкреслює монументальність храму.
Тбілісі. Місто стало столицею завдяки цареві Вахтангу Горгасалу. Лежить у долині р. Кури на обох її берегах, затиснуте з обох боків високими схилами гірських плато. Місто лінійного типу, розвивалося вздовж річки. Над містом панує Нарі-Кала (стара фортеця) IV–XVIII ст. Вона має цитадель, нерегулярний (ландшафтний) план, подвійні стіни, мурування з каменю і цегли, пластичні форми башт.
Храм Метехі — найвизначніший у місті, збудований у V ст., у 1278–1289 рр. відновлений після монголо-татарського руйнування, у XVIII ст. проведена реконструкція купола. Відтак, зараз храм має вигляд хрестовокупольного, триапсидного, однокупольного. Біля храму — пам'ятник царю Вахтангу Горгасалу, який переніс сюди столицю із Мцхета.
Собор Сіоні VI ст. первісно був без-купольною базилікою. Пізніші перебудови перетворили храм на хрестовокупольний; у 1710 р. — обличкування фасадів новим каменем. Дзвіниця 1425 р., перебудована у XVIII ст. Друга дзвіниця — 1812 р. (стилістика російського класицизму).
Інші архітектурні пам'ятки Тбілісі: стилістику класицизму представляє палац російського генерал-губернатора на проспекті Руставелі середини XIX ст.; історизм і модерн представлено будівлею оперного театру 1896 р., спроектованого знаменитим архітектором А. Шретером у мавританському стилі. Невелика стилізована у старих грузинських традиціях церква кінця XIX ст. є домінантою Мтацмінди — пантеону видатних грузинів на уступі гори над Тбілісі. Тут містяться могили І. Чавчавадзе, Ладо Гудіашвілі та інших.

## Архітектура доби радянської окупації
Архітектура у часи більшовицького панування представлена шедевром архітектора О. Щусева — будинком Інституту Маркса-Енгельса-Леніна (ІМЕЛ) на проспекті Руставелі, 1938 р.
Остання третина XX ст. (1970-і рр. — до 1990) в грузинській архітектурі позначилася надзвичайно високим рівнем архітектурної творчості, у тому числі й реставрації пам'яток архітектури та реконструкції історичної забудови, особливо у центрі Тбілісі.